# Nymphicula bombayensis
Nymphicula bombayensis là một loài bướm đêm trong họ Crambidae.